# Eric Garcetti
Eric Michael Garcetti (Los Angeles, 4 febbraio 1971) è un politico statunitense, 42º sindaco di Los Angeles dal 2013 al 2022.
Membro del Partito Democratico, Garcetti è stato il primo sindaco ebreo della città e il secondo consecutivo di origini messicane, nonché, al momento del suo insediamento, il più giovane da oltre un secolo (42 anni). In precedenza, era stato membro e poi presidente del Los Angeles City Council.

## Biografia
È figlio di Gil Garcetti, procuratore distrettuale di Los Angeles dal 1992 al 2000, e di origini italo-messicane da parte di padre: il suo bisnonno, Massimo Garcetti, era infatti un giudice italiano immigrato a Hidalgo del Parral che aveva sposato una donna del luogo, morendo linciato durante la rivoluzione messicana; i nonni materni erano invece sarti ebrei russi. È cresciuto ad Encino, nella San Fernando Valley.
Laureato in scienze politiche e urbanistica, Garcetti ha frequentato la Columbia University, dove ha ottenuto un Bachelor of Arts nel 1992 ed un master universitario in relazioni internazionali l'anno seguente.
Ha incontrato la sua futura moglie mentre studiava al Queen's College, Oxford, grazie alla borsa di studio istituita da Cecil Rhodes. Ad Oxford, è stato membro della L'Chaim Society, un'associazione studentesca di matrice ebraica fondata da Shmuley Boteach, assieme al futuro Senatore del New Jersey Cory Booker. Ha frequentato anche la London School of Economics.
Prima dell'entrata in politica, lavorava come professore invitato di relazioni internazionali all'UCLA e come ricercatore.

### Carriera politica
Nel 2001 è stato eletto al Los Angeles City Council come rappresentante del 13º distretto, il più piccolo e densamente popolato, comprendente Hollywood, dopo che l'elezione di Jackie Goldberg all'Assemblea generale della California l'aveva lasciato vacante. Garcetti ha sconfitto Michael Woo, che aveva occupato quel seggio dal 1985 al 1993, col 52% dei voti contro il 48%, per poi venire rieletto nel 2005 (senza opposizione) e nel 2009 (col 72% dei voti).
È poi diventato presidente del Council dopo che il suo predecessore Alex Padilla era stato eletto al Senato della California, ricoprendo questa carica del 2006 al 2012.
Terminato il mandato di Antonio Villaraigosa, Garcetti si è candidato a sindaco nel 2011, arrivando al ballottaggio contro la tesoriera Wendy Greuel, che ha vinto il 21 maggio 2013 col 53,9% dei voti. Il suo mandato è cominciato il 1º luglio. Il 7 marzo 2017 è stato rieletto al primo turno con l'81,4% dei voti, nonostante la scarsa affluenza (20%). A causa di una modifica al calendario elettorale losangelino per far coincidere le elezioni governative con quelle a sindaco, il suo secondo mandato durerà cinque anni e sei mesi invece che i normali quattro anni.
L'operato di Garcetti come sindaco è stato descritto da diversi editoriali di pubblicazioni quali il Los Angeles Times come quello di "progressista pragmatico".
Sostenitore della campagna di Joe Biden alle elezioni presidenziali del 2020, ne è stato nominato Co-Chair e ha fatto parte della commissione di selezione del candidato Democratico alla vicepresidenza. È stato tra i candidati alla carica di Segretario dei Trasporti dell'amministrazione Biden, andata poi a Pete Buttigieg. Nel luglio 2021 Biden l'ha nominato ambasciatore statunitense in India, ma la sua nomina è stata bloccata dal Senato.

## Filmografia
Dalla sua elezione a sindaco, Garcetti è apparso in diverse serie TV nel ruolo di sé stesso o comunque in parti riferiti alla sua carica. Rappresentando tuttavia il distretto comprendente Hollywood al Los Angeles City Council, ha avuto modo di interpretare il sindaco di Los Angeles anni prima di effettivamente diventarlo, in un ciclo di episodi della serie poliziesca The Closer e nel suo spin-off Major Crimes.

### Attore

#### Cinema
- La ragazza di San Diego (Valley Girl), regia di Rachel Lee Goldenberg (2020)

#### Televisione
- The Closer – serie TV, episodi 6x01-6x10-7x02 (2010-2011)
- Major Crimes – serie TV, episodi 1x10-4x23 (2012-2016)
- Angie Tribeca – serie TV, episodio 1x01 (2016)
- S.W.A.T. – serie TV, episodio 1x05 (2017)
- Lo straordinario mondo di Zoey (Zoey's Extraordinary Playlist) – serie TV, episodio 1x05 (2020)
- Black-ish – serie TV, episodio 6x18 (2020)
- Devs – miniserie TV, 1 puntata (2020)

## Doppiatori italiani
Nelle versioni in italiano delle opere in cui è apparso, Eric Garcetti è stato doppiato da:
- Carlo Scipioni in The Closer (ep. 7x02)
- Stefano Miceli in Major Crimes (ep. 1x10)
- Stefano Valli in Major Crimes (ep. 4x23)